# Myrtha/Beatriz Casanova Mederos
Myrtha/Beatriz Casanova Mederos (L'Havana, 1936) és una filòloga, docent i empresària d'origen cubà.
Ha fundat el think tank Institut Europeu per a la Gestió de la Diversitat, del qual és presidenta. També ha presidit la Xarxa Europea de Dones per al Desenvolupament de la Direcció. El 1996 va rebre la nominació per al guardó Una Dona per Europa. El 2009 fou guardonada amb la Creu de Sant Jordi per la Generalitat de Catalunya per treballar per la potenciació del paper professional de la dona.